# Фортеця в Хересі-де-ла-Фронтера

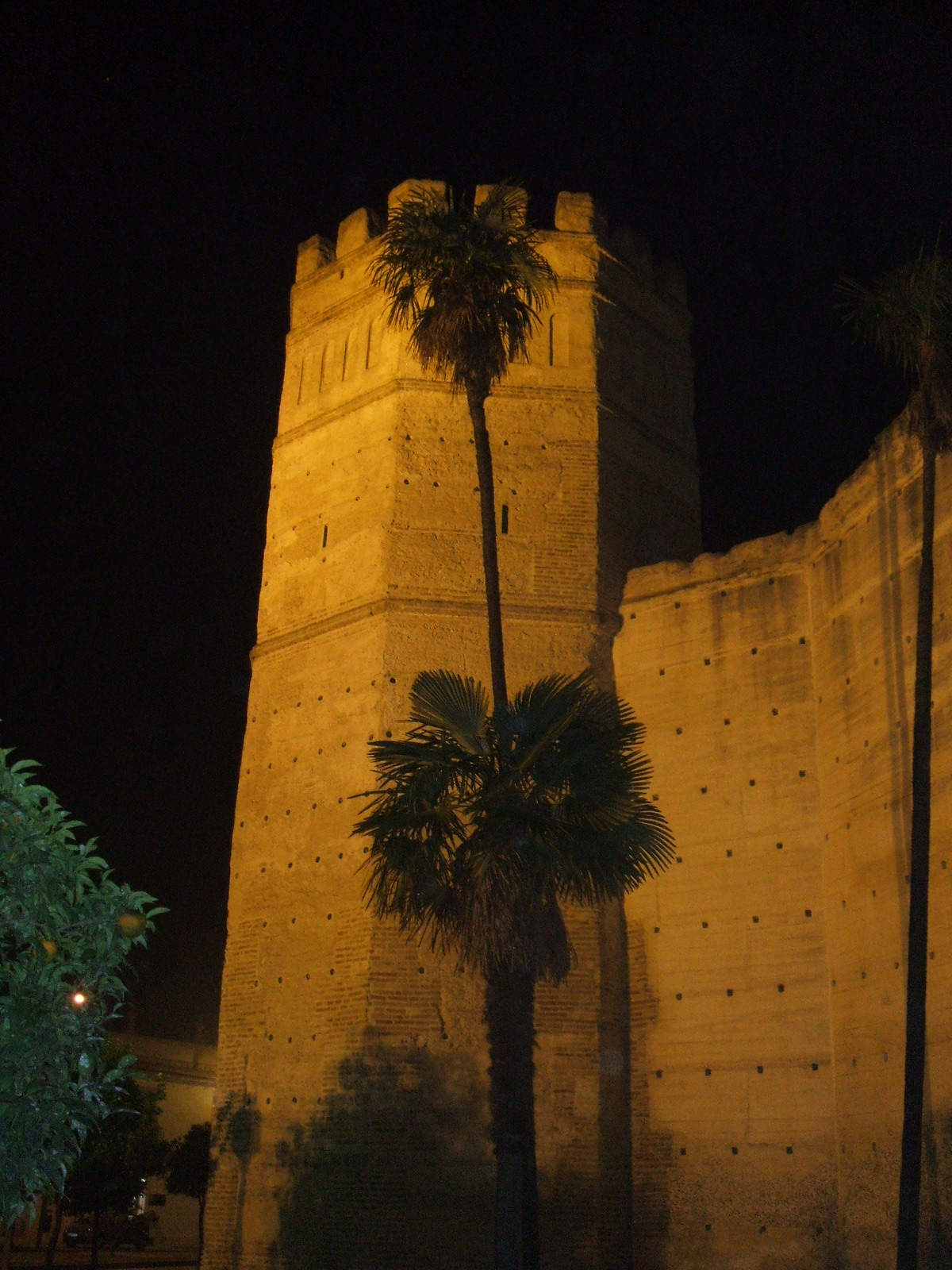
Вид на восьмикутну вежу.

Фортеця в Хересі-де-ла-Фронтера (ісп. Alcazar of Jerez de la Frontera) — колишня мавританська фортеця, в якій тепер знаходиться парк в Хересі-де-ла-Фронтера, Андалузія, Іспанія.
Першу фортецю тут ймовірно побудували в 11-му столітті, коли Херес був частиною дрібного королівства, тайфа Аркос, на місці яке було заселено з доісторичних часів в південно-східному куті міста. В 12-му столітті була зведена нова споруда, щоб служити і резиденцією і фортецею для Альмохадів правителів південної Іспанії. Пізніше, після Реконкісти Андалузії, тут був осідок перших християнських володарів.

## Галерея

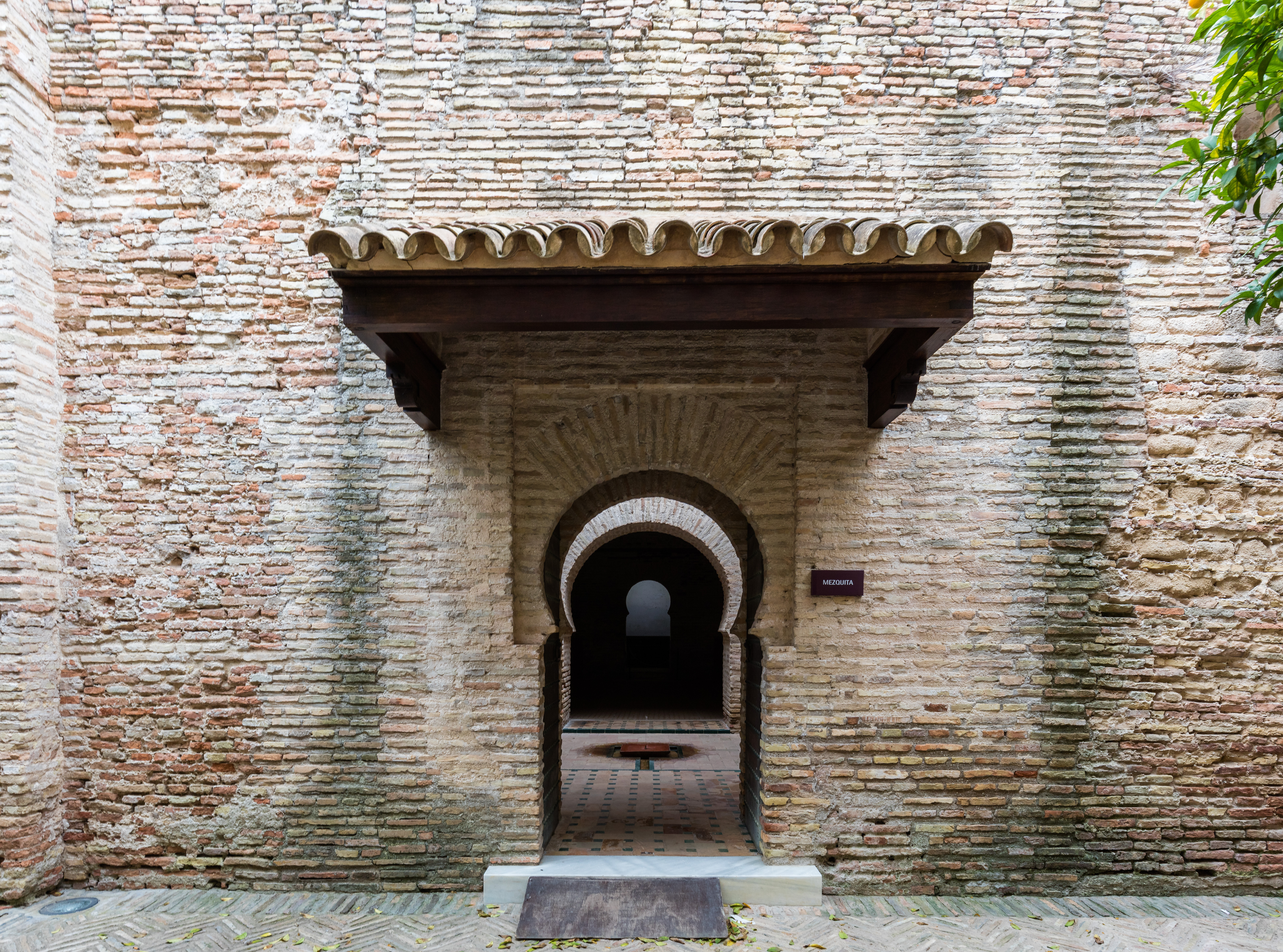
Мечеть.
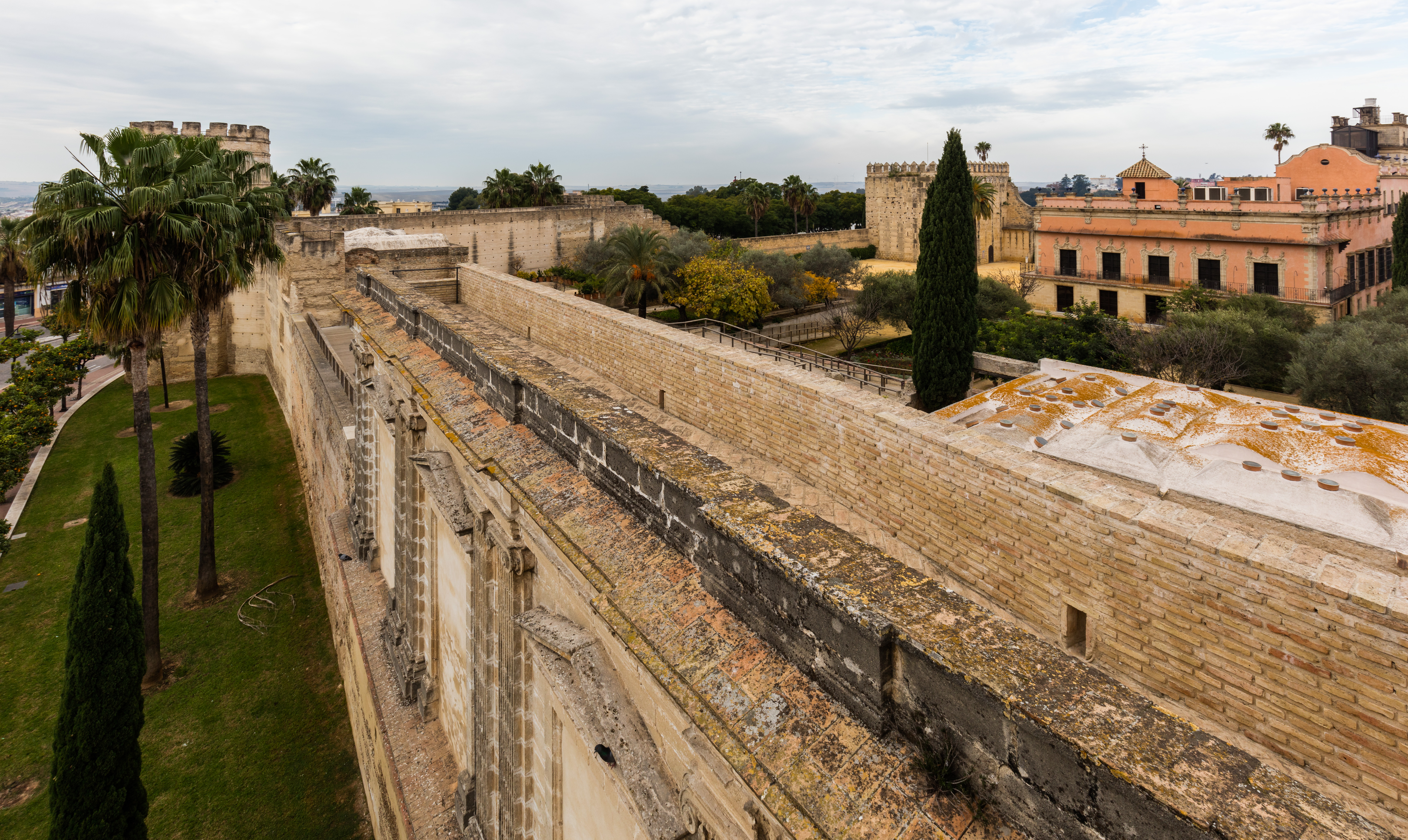
Вид на стіну.
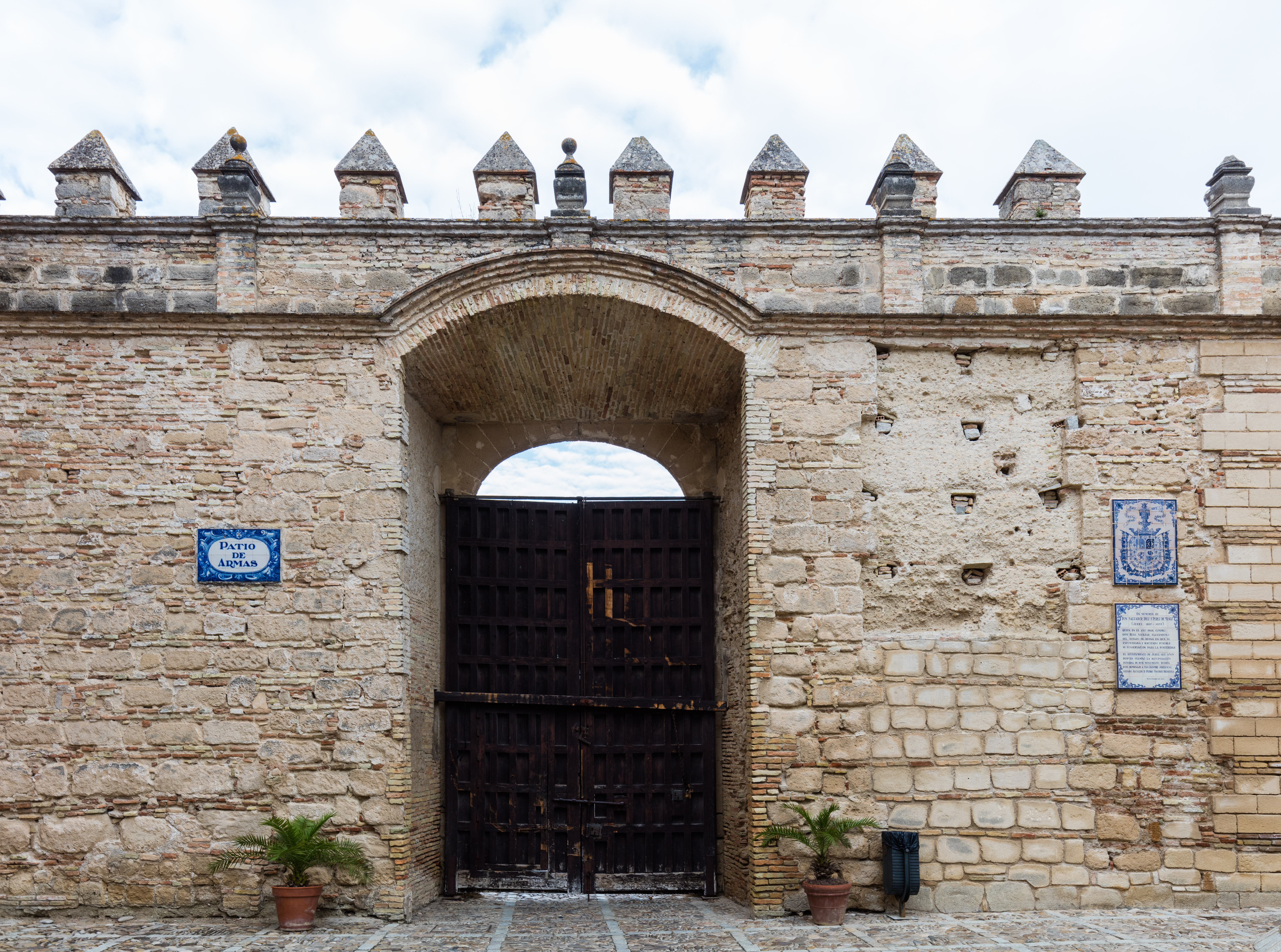
Вигляд стіни зсередини.
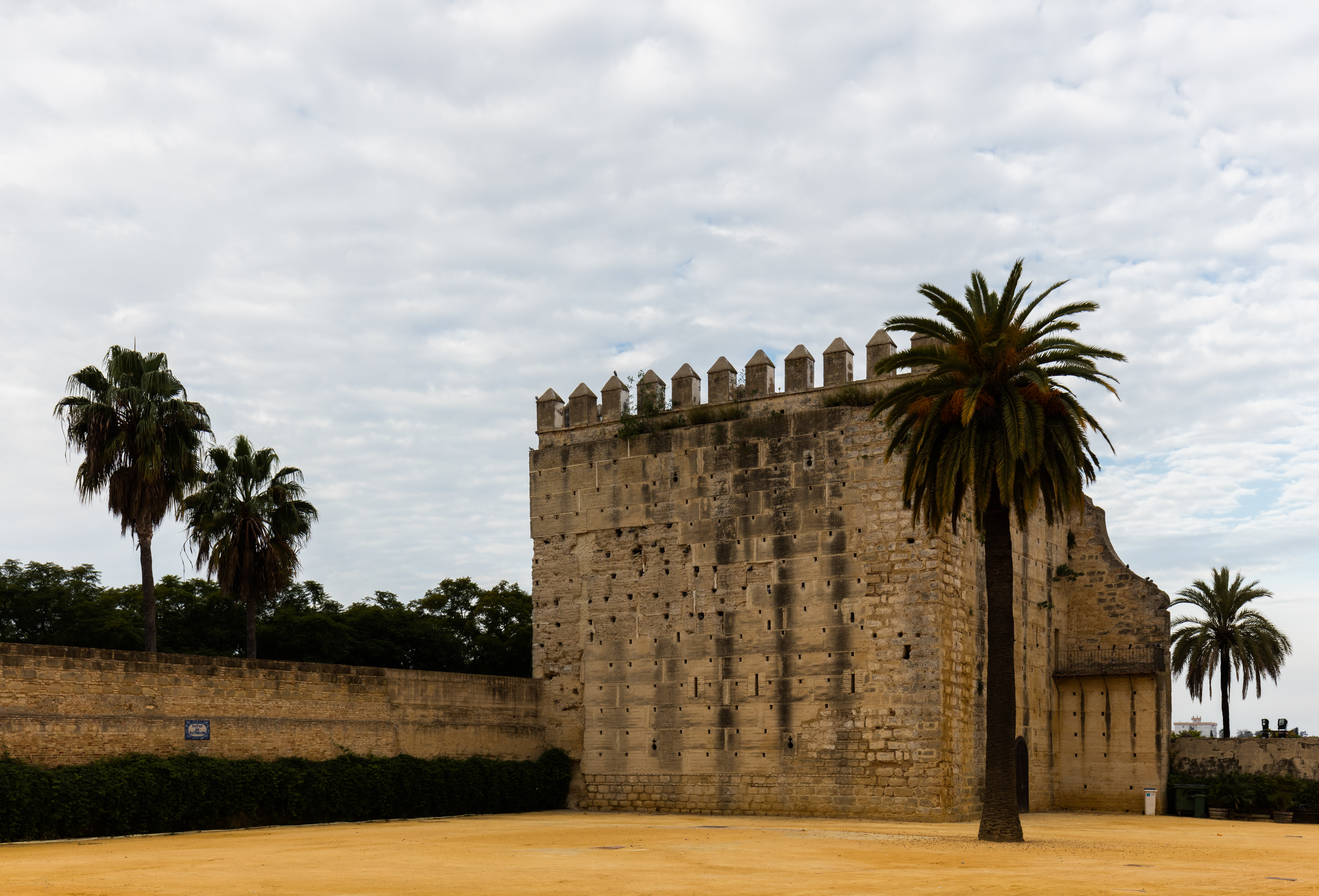
Сторожова башта.
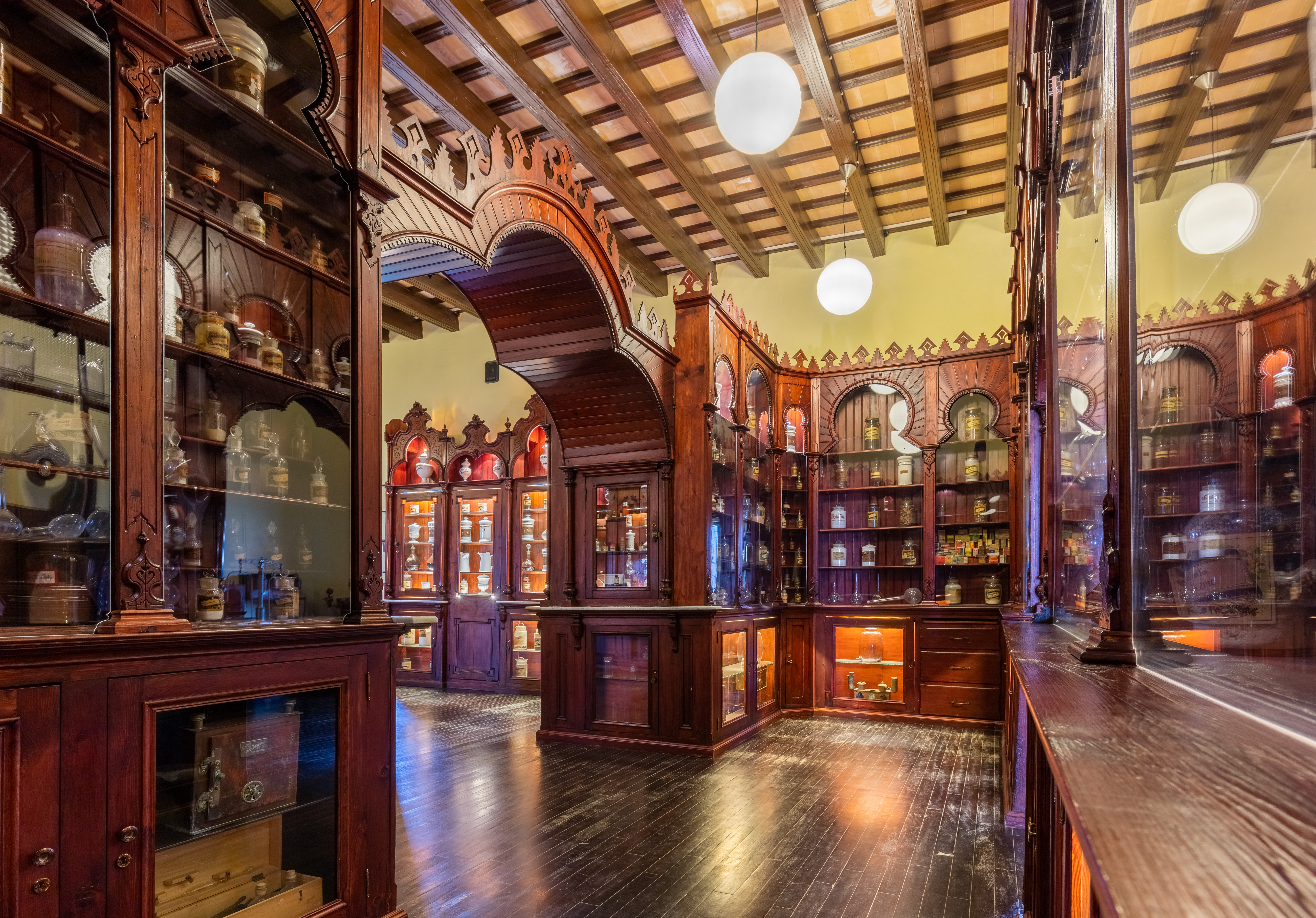
Колишня міська аптека.
Інтер'єр арабських лазень.
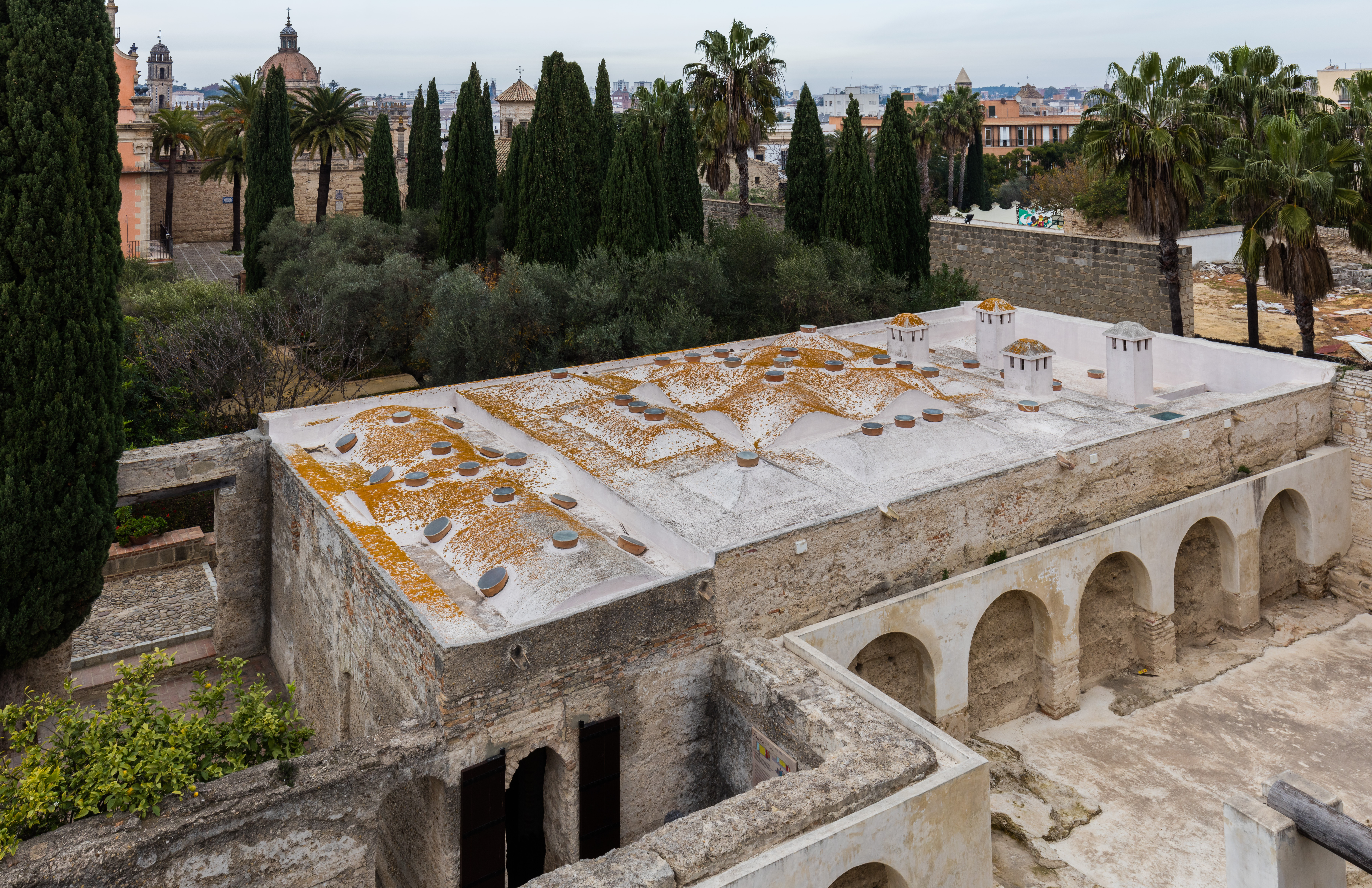
Зовнішній вигляд лазень.